# Kain (Legacy of Kain)
(Il motto di Kain.)
Kain è un personaggio immaginario della serie di videogiochi Legacy of Kain. Venne creato da Denis Dyack della Silicon Knights e introdotto per la prima volta in Blood Omen: Legacy of Kain, sia come protagonista che come antagonista, e appare in tutti i capitoli successivi della saga.
Il creatore del personaggio di Kain, Denis Dyack, afferma di essersi ispirato al personaggio di William Munny, interpretato da Clint Eastwood nel film Gli spietati.

## Caratteristiche
Kain è un nobiluomo assassinato che risorge come vampiro per vendicare la propria morte. Egli cerca inizialmente di reprimere la sua nuova natura, tentando invano di trovarvi un rimedio, per poi successivamente accettarla del tutto e sfruttarne i poteri per ottenere ciò che vuole, sino a diventare addirittura il sovrano delle lande di Nosgoth, il continente immaginario nel quale si svolgono le vicende della saga.
La sua ambigua moralità, né benevola né malvagia, è la sua caratteristica principale, e gli conferisce il dualistico aspetto di eroe e tiranno, ruoli che sebbene si alternino in ciascun capitolo, non portano mai a classificare definitivamente Kain come l'uno o l'altro.
Il carattere di Kain muta nel tempo: in Blood Omen Kain, un nobiluomo austero e orgoglioso, impara a convivere con la sua nuova natura di vampiro in favore della propria sopravvivenza. In Blood Omen 2, in cui ha oltre quattrocento anni e diventa il punto di riferimento per la sua razza, Kain acquisisce la sprezzante spavalderia che caratterizzerà poi il personaggio nei secoli a venire. In Defiance egli mette da parte il proprio ego, diviene più saggio e conscio delle conseguenze delle proprie azioni.
Kain possiede le tipiche caratteristiche dei vampiri del folklore europeo: egli possiede forza e agilità innaturali, può tramutarsi occasionalmente in un animale, o in fenomeni atmosferici come la nebbia, e può talvolta controllare la mente delle persone. Ma nella maggior parte dei casi, Kain si avvale semplicemente delle sue abilità di milite, utilizzando varie armi.
Diversamente dalla canonica prerogativa nella quale l'aspetto di un vampiro rimane immutato in eterno, l'aspetto di Kain si modifica nel corso del tempo: In Blood Omen: Legacy of Kain, Kain si presenta da umano come un uomo alto, dai capelli e gli occhi castani. Al momento della sua resurrezione come vampiro, la sua pelle diviene diafana e i suoi capelli diventano biancastri, mentre gli occhi diventano gialli ed emanano un riverbero rosso.
In Blood Omen 2: Legacy of Kain, ambientato quattrocento anni dopo, la pelle di Kain diviene ulteriormente bianca e le sue labbra livide, le sue mani sono composte da soltanto quattro dita munite di artigli, e gli occhi sono come coperti da miasmi azzurrognoli. Solo in Blood Omen 2 si ha la possibilità di utilizzare gli artigli come arma di attacco per Kain.
In Legacy of Kain: Soul Reaver, ambientato duemila anni dopo, la stempiatura di Kain si allunga, creando una sorta di calotte ossee simili a quelle di un rettile; la sua pelle diviene coriacea e di colore ocra, e ambo i suoi arti presentano solo tre artigli spessi al posto delle dita. La capigliatura è più lunga e opaca e gli occhi sono ambrati, screziati di sfumature giallastre.

## Storia

### Primi anni
Kain nasce nella città immaginaria di Cooraghen circa trent'anni prima della caduta dei Pilastri di Nosgoth (delle colonne infinite che fungono da sigillo contro una razza avversaria dei vampiri, degli alieni conosciuti come Hylden), nell'esatto istante in cui Ariel, una donna che era la Guardiana del Pilastro dell'Equilibrio viene uccisa da Mortanius, guardiano negromante del pilastro della morte. Della sua vita da umano molte cose sono ignote, a parte il fatto che verso i trentadue anni di età egli lascia la propria città natale per mettersi in viaggio per Nosgoth, con lo scopo di esplorarne tutte le terre.

### Blood Omen: Legacy of Kain
Una notte, presso la città di Ziegsturhl Kain, che era in cerca in una locanda per coricarsi, viene aggredito e ucciso da alcuni banditi. Kain si ritrova successivamente incatenato dentro una sorta di Inferi, dove un negromante ivi presente, Mortanius, gli offre di poter resuscitare e così vendicarsi. Kain, essendo un uomo molto orgoglioso, accetta la proposta senza pensarci su e ritorna in vita come un vampiro quattro giorni dopo. Si mette subito alla ricerca dei suoi assassini e una volta trovati li uccide; il suo scopo sembra ultimato, ma interviene Mortanius, che gli spiega di essere stato vittima di una cospirazione da parte di terzi ignoti, e suggerisce a Kain di dirigersi verso i Pilastri.
Ad attendere Kain nel suddetto luogo c'è il fantasma della Guardiana Ariel, che gli spiega che la propria dipartita, insieme a quella di alcuni dei suoi compagni, i Guardiani dei Pilastri di Nosgoth, hanno portato il caos nel suddetto regno, e che l'unico modo per ripristinarlo è quello di uccidere i Guardiani superstiti, corrotti dal caos scaturito, quindi Ariel chiede al vampiro di adempiere tale compito. Kain asseconda la richiesta della donna ed elimina per primo Nupraptor, l'amante di Ariel, per poi eliminare altri due Guardiani, Bane e Dejoule e aiutato dal vampiro Vorador, conosciuto poco tempo prima, riesce a far eliminare anche il guardiano Malek.
Kain si dirige dunque verso la città assediata di Avernus, dove trova la Mietitrice d'Anime (Soul Reaver), una spada posseduta che diviene la sua arma principale nei secoli a venire ed elimina la Guardiana Azimuth; si dirige alla volta della città di Willendorf e aiuta il suo sovrano, il Re Ottmar, in difficoltà per la perdita della figlia e l'avanzare del esercito di un re corrotto che governa sotto il nome di Nemesi, e organizzano un'armata per sconfiggerlo. Ma la battaglia volge a favore di Nemesi e Kain decide di sfruttare la Tessitrice del Tempo, una sorta di macchina del tempo appartenente a uno dei Guardiani, Moebius, che si offre in apparenza di aiutare il vampiro, affinché egli possa tornare indietro del tempo e sconfiggere il re malvagio.
Kain torna dunque indietro nel tempo, uccide Nemesi che era allora conosciuto come William il Giusto, vent'anni prima della sua avanzata contro Re Ottmar, creando così il primo paradosso temporale della storia di Nosgoth, e ritorna alla sua epoca; essendo però il re a quei tempi ancora un onesto sovrano, la sua dipartita causa l'ira del genere umano contro la razza dei vampiri, scatenando una vera e propria inquisizione plurisecolare ai danni di questi ultimi, nella quale perisce anche Vorador. Kain, ora l'unico vampiro rimasto, si lancia alla ricerca del Guardiano traditore e lo uccide, per poi tornare da Mortanius, che ha appena ucciso il Guardiano Anacrothe. Kain comprende che il vero artefice del suo omicidio era proprio Mortanius e lo uccide, ottenendo tutti gli elementi per ripristinare i Pilastri. Tuttavia ne manca soltanto uno: Kain stesso, in quanto egli è il diretto successore di Ariel, dipartita prima della corruzione del Cerchio dei Guardiani; ma essendo Kain corrotto per la sua natura di vampiro, la sua morte è sola cosa che avrebbe purificato Nosgoth. Kain è portato quindi ad affrontare due scelte, ovvero se uccidere se stesso e ripristinare la terra di Nosgoth, oppure se vivere e perpetuare la propria specie, condannando però allo sfacelo della suddetta terra. Kain, che ha ormai abbracciato la sua natura di vampiro, si rifiuta di dare la propria vita per quella di Nosgoth, e decide di dominarla nel caos insieme ai suoi simili.

### Blood Omen 2: Legacy of Kain
Due secoli dopo il crollo dei Pilastri di Nosgoth, Kain al comando di un'armata di vampiri, ingaggia insieme a Vorador, resuscitato da poco, una guerra vendicativa contro le armate degli umani. Tra i ranghi di queste armate ci sono i guerrieri Sarafan, sacerdoti ammazza-vampiri guidati da una creatura, conosciuta come il Signore dei Sarafan. La battaglia termina con la sconfitta di Kain, che perde la Mietitrice d'Anime e finisce in una sorta di coma definito sonno letargico, che dura circa duecento anni.
Quando si risveglia, Kain viene accolto da Umah, una vampira subordinata di Vorador, che si è occupata di lui nel corso dei suoi due secoli di assenza, e spiega che il quell'epoca la situazione è ritornata come ai tempi antecedenti la dipartita di William il Giusto, in cui la caccia ai vampiri, diretta a ritmo serrato dai Sarafan, è al suo apice. Inoltre, alcuni vampiri, come Umah, si sono coalizzati in gruppi di resistenza, mentre altri, tra i quali gli stessi luogotenenti di Kain al suo fianco durante la battaglia, hanno venduto i propri simili mettendosi al servizio dei Sarafan per avere salva la vita. Informato della situazione attuale, Kain decide di dare man forte ai Cabal, il gruppo di Umah, eliminare i suoi ex alleati corrotti e recuperare la Mietitrice.
Durante la sua missione, Kain scopre che i Sarafan e la loro missione di epurazione del vampirismo sono in realtà macchinazioni occulte ad opera degli Hylden, acerrimi nemici dei vampiri, che attraverso un congegno alimentato dal sangue di Janos Audron, il vampiro più antico di Nosgoth, e un manufatto conosciuto come Pietra di Unione, essi intendono sterminare definitivamente la loro nemesi. Kain riesce a neutralizzare il congegno, liberandone il suo prigioniero, e a recuperare la Pietra, ma Umah, perplessa per le conseguenze che potrebbero generare un nuovo ritorno di Kain al potere di Nosgoth, gli sottrae il manufatto e scappa, cercando di sconfiggere il Signore dei Sarafan da sola. Ma la vampira finisce presto assediata dai Sarafan, neutralizzati poco dopo da Kain, che sentitosi tradito da Umah la uccide.
Raggiungendo con il manufatto una dimensione sconosciuta, Kain incontra infine il Signore dei Sarafan, che altro non è che un Hylden, e dunque Kain affronta il suo avversario, armato della Mietitrice. Kain uccide la creatura e tornato in possesso della sua lama, prosegue con la sua missione per il dominio di Nosgoth.

### Legacy of Kain: Soul Reaver
A circa un millennio di distanza dalla sua rivalsa sui Sarafan, Kain ha conquistato Nosgoth con l'ausilio della sua progenie vampirica, i suoi luogotenenti Raziel, Turel, Dumah, Rahab, Zephon e Melchiah. Con lo scorrere del tempo, il loro corpo e i loro poteri si evolvono di continuo, e Kain stabilisce che ogni cambiamento sarebbe stato sempre sperimentato prima da lui. Tuttavia Raziel, il suo primogenito, nonché il più importante dei suoi luogotenenti, precede il suo signore con un nuovo cambiamento fisico, e si evolve per primo. Kain interpreta tale evento come un affronto al suo status di leader, strappa le ali (queste il dono della sua evoluzione) al vampiro, e ordina in seguito ai suoi subalterni di giustiziarlo, gettandolo nel vortice di una cascata (NB: le grandi quantità di acqua sono letali per i vampiri, nell'universo di Legacy of Kain).
Passa un numero imprecisato di secoli, le lande di Nosgoth sono ormai devastate, e minate da continui cataclismi. Tale degenerazione avviene anche sui restanti luogotenenti di Kain, che mutano a tal punto di non sembrare nemmeno più vampiri, ma Kain stesso, sembra non subire nessun sostanziale cambiamento. Intanto un'entità conosciuta come L'Anziano Dio resuscita le spoglie di Raziel, e sfrutta la collera del vampiro per indirizzarlo a eliminare il loro comune nemico, Kain, e i suoi progenitori vampiri. Kain e Raziel si scontrano in due occasioni: nella prima presso il suo quartier generale, dove nel tentativo di colpire Raziel egli perde la Mietitrice d'Anime che va in frantumi, rivelando la sua vera natura eterea e fondendosi con Raziel, e in un secondo momento presso la stanza Tessitrice del Tempo, appartenuta al redivivo Guardiano Moebius, dove Kain, sconfitto dal suo ex subordinato manipola il marchingegno impostandolo in un'epoca precisa, apre un portale e lo attraversa, obbligando Raziel a seguirlo.

### Legacy of Kain: Soul Reaver 2
Lo scopo di Kain, che ha impostato la Tessitrice del Tempo in modo da condurlo nell'epoca in cui i Guardiani vennero assassinati da Vorador, è quello di mostrare a Raziel alcuni punti salienti della storia di Nosgoth, e scovare le affermazioni menzognere impartitegli dall'Anziano Dio.
Nel corso di tali viaggi nel tempo, Kain mostra a Raziel la vera natura dei sacerdoti Sarafan, dei quali Raziel stesso da umano faceva parte, i quali erano militi sanguinari e fanatici ben lungi dai santi uomini decantati dal mendace Anziano Dio, e dopo essere venuto in possesso della Mietitrice d'Anime (al tempo ancora sotto forma di una lama solida) ed eliminati questi, la presenza di ambo le Mietitrici, quelle eterea fusa al braccio di Raziel, e quella materiale, causano un paradosso temporale, che cerca di annullarsi eliminando Raziel. Kain a quel punto viene in suo soccorso, estraendo la Mietitrice materiale dal suo corpo, per poi andarsene e proseguire il suo viaggio in un'altra epoca.

### Legacy of Kain: Defiance
Giunto nella fortezza di Moebius quando ancora i Pilastri erano intatti, Kain cerca di tendere un agguato al Guardiano, che rivela che Raziel si trova avanti nel tempo di 500 anni, quindi Kain si incammina in cerca di un modo per tornare indietro nel tempo. Kain si reca verso i Pilastri dai quali raggiunge le rovine di una cittadella abitata dall'Antica Razza, gli antenati dei vampiri, e attraverso un varco temporale riesce a raggiungere l'epoca in cui si trova Raziel, che cerca di far risorgere Janos Audron.
Essendo Janos Audron l'ultimo rimasto dell'Antica Razza, egli può cadere facilmente sotto il controllo degli Hylden, la storica razza avversaria dei vampiri, e permettere a tali creature di ritornare a Nosgoth. Kain, essendo conscio di tutto ciò cerca di fermare Raziel, ma questi, accecato dalla rabbia, lo attacca e gli strappa il cuore, in realtà appartenente a Janos Audron, e risveglia il vampiro il quale, come previsto, viene posseduto dagli Hylden e uccide Raziel.
Nonostante la perdita del cuore, Kain si risveglia e raggiunge la Cittadella dei Vampiri, dove trova e uccide Moebius, e scopre che l'Anziano Dio è solo una creatura parassita che approfitta della fede di chi lo venera per nutrirsi delle loro anime. Aiutato dallo spirito di Raziel, che diviene l'anima della Mietitrice d'Anime, Kain combatte la creatura e la mette in fuga, ed avendo ora un'arma dallo spirito puro, inizia a contemplare l'idea di purificare Nosgoth.

## Altre opere
Kain appare anche in una serie di fumetti dedicati alla sua saga e come personaggio DLC acquistabile per il videogioco Lara Croft and the Guardian of Light.